# 条鳅单极虫
条鳅单极虫（学名：Thelohanellus nemachili）为单极科单极虫属的动物。分布于俄罗斯以及广东等，营寄生生活，寄生在鲮的肾、脾、体表、鳔。